# Mapita Cortés
Mapita Cortés (* 4. August 1938 in San Juan; † 1. Januar 2006 in Mexiko-Stadt) war eine puerto-ricanische Schauspielerin.
Die Nichte der Schauspielerin Mapy Cortés hatte Ende der 1950er Jahre eine kurze Laufbahn als Schauspielerin in mexikanischen Filmen wie Tres lecciones de amor (1959), Señoritas (1959), Misterios de ultratumba (Der Tote kehrt zurück, 1959), Escuela de verano (1959), Dormitorio para señoritas (1960) und Poker de reinas (1960).
Nach der Heirat mit dem Sänger Lucho Gatica 1960 zog sie sich weitgehend vom Film zurück. Ihr Sohn Luis Gatica wurde als Popsänger bekannt. Ab Ende der 1970er Jahre wirkte Cortés dann in einigen Telenovelas (Yo non pedí vivir, 1977; Marionetas, 1986; Mi pequeña Soledad, 1990) mit.